# HD 79025
HD 79025，又名CD-48 4471，SAO 220910、HR 3647，是一颗恒星，视星等为6.48，位于銀經270.54，銀緯-1.02，其B1900.0坐标为赤經9h 6m 23.2s，赤緯-49° -1.02′ 58″。